# Лачинов, Николай Емельянович
Никола́й Емелья́нович Лачи́нов  (16 августа 1795 — 3 января 1876)— флигель-адъютант, генерал-интендант Кавказского корпуса, кавалер ордена Святого Владимира 4 степени, кавалер ордена Святого Георгия.

## Биография
Николай Емельянович происходил из старинного русского дворянского рода Лачиновых. Он был сыном майора Емельяна Николаевича Лачинова и Прасковьи Евдокимовны Шидловской. Дед генерала Н. Е. Лачинова, секунд-майор Николай (2-й) Иванович Лачинов, женатый вторым браком на Наталье Петровне Лосевой, был младшим сыном Ивана (Меньшого) Васильевича Лачинова (VII) от брака того с Авдотьей Артамоновной Свищевой. Иван Васильевич же был младшим сыном Василия Артемьевича Лачинова и Авдотьи Самсоновны Огибаловой. Василий Артемьевич Лачинов принадлежал к старшей ветви рода (I), ведущей начало от сына официального основоположника рода воеводы Григория Григорьевича Лачина — Исая «Строя» Григорьевича Лачинова. Сын Исая Григорьевича Лачинова, боярин Нестер Исаевич Лачинов — отец первого соликамского воеводы Иова «Добычина» Лачинова, и тесть Семёна Аникина Строганова.
Образование Лачинов получил в Московском университете, где окончил курс по физико-математическому факультету с серебряной медалью. По своему времени он был весьма образованным человеком и знал прекрасно французский, немецкий, английский и латинский языки. 
В 1814 г. Лачинов поступил в Александрийский гусарский полк юнкером и состоял при генерале от кавалерии Кологривове. В октябре того же года он был произведен в корнеты, а в 1816 г. переведен в Мариупольский гусарский полк. В 1818 г. Лачинов был переведен в Кавалергардский полк, где в следующем году назначен полковым казначеем, а в 1822 г. — адъютантом к Ф. П. Уварову. В 1824 г. он был награждён орденом св. Владимира 4-й ст. и тогда же назначен исправляющим должность старшего адъютанта при штабе гвардейского округа, а в следующем году — старшим адъютантом главного штаба Его Величества. В движении декабристов Лачинов не принимал участия, хотя товарищи по университету старались впутать его в это движение. В 1825 г. он находился при особе государя Николая Павловича, и ему была объявлена Высочайшая признательность за оказанное им в это время усердие и точность в исполнении Высочайших приказаний. 
В 1827 г. он был назначен правителем дел «Высочайше учрежденного комитета для улучшения вещей, отпускаемых в пехотные войска», и комитета «для определения с точностью вещей, отпускаемых на обмундирование и снаряжение кавалерии». Во время Турецкой кампании 1828 г. Лачинов находился при переправе войск через Дунай у Сатунова, а затем с 31 мая по 29 сентября в главной квартире государя при блокировании Шумлы и осады Варны, когда за отличия был произведен в полковники. 21 ноября Дибич поручил Лачинову сделать личный осмотр госпиталей и положения войск, находившихся в Молдавии и Валахии. По исполнении этого поручения ему была выражена благодарность и повелено состоять для особых поручений при Дибиче, как главнокомандующем; 28 февраля Лачинов был отправлен с разными поручениями в Болгарию, а 13 июля курьером к государю с донесениями о переходе через Балканы, за что был пожалован флигель-адъютантом. 17 октября он был командирован в Симбирскую, Казанскую, Пермскую и Оренбургскую губернии для наблюдения за действиями по приему рекрут и выбора из них способных в полки лейб-гвардии, а в 1830 г. — в Оренбургскую губ. в распоряжение гр. Сухтелена для борьбы с холерою и в 1831 г. в Нарву для наблюдения за мерами по устройству обсервационной линии. Вслед за тем Лачинов получает ряд поручений от государя по приведению в порядок и устройство госпиталей, по обучению боевым порядкам линейных унтер-офицеров двух кавалерийских дивизий, по осмотру гражданских и военных тюрем Царства Польского и проч. 
В 1830 году он женился на Екатерине Шелашниковой, которая в 1844 году под псевдонимом издала роман «Проделки на Кавказе». Она быстро разочаровалась в супруге и добивалась развода, но безуспешно. 
В 1836 г. Лачинов назначен был состоять при Кавказском корпусе, а через два года — командиром 1-й бригады 19-й пехотной дивизии и начальником Джаро-Белоканского округа. В 1839 г. он был назначен исправлять должность генерал-интенданта Кавказского корпуса, но в следующем году вышел в отставку и поселился в Воронежской губернии, в Землянском уезде, где и похоронен 3 января в 1876 г.